# カールスコーガー・モータースタディオン
 カールスコーガー・モータースタディオン（Karlskoga Motorstadion）は、 ゲッレラセンとしても知られ、 スウェーデンで最も古い常設のモータースポーツ レーストラックである 。サーキットはカールスコーガーから北に6kmの場所にある。 レイアウトは、すべての観客エリアからトラック全体が見えるようになっている。 
現在、ヨーロッパチャンピオンシップのロードレースとスウェーデンツーリングカー選手権のイベントで使用されている。  